# 2007-2008년 세계 식료품 가격 위기

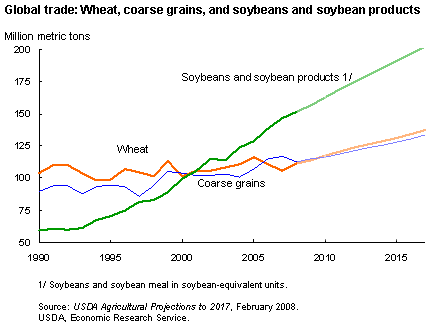
세계식량가격 상승을 나타낸 그래프

2007-2008 세계 식료품 가격 위기는 2006년 후반기 이후 2008년 전반기까지 약 2년간 세계 식량가격이 급격히 상승한 사건을 의미한다. 이 기간 동안의 식량 가격 폭등은 전 세계적으로 저개발국가와 선진국 양쪽 모두에 정치적·경제적 불안정을 심화시켰고 사회적 불안을 가중시켰다.

## 원인

### 구체적 원인
식량가격 급등의 구체적 원인에 대해서는 계속 논의가 진행 중이다. 2006년 말미에 일어난 식량가격 폭등의 중요한 원인으로 곡물 생산국가들의 가뭄과 원유가격의 상승이 지적되고있다. 석유가격의 상승은 비료 값과 운송비, 농기계 운용비등을 상승시켰다. 또한 전체적인 소득수준의 향상으로 아시아(특히 중국과 인도)의 많은 중산층에서 소비하는 식량의 양이 증가한 것도 중요한 원인 중 하나이다. 선진국에서 생물연료(원료의 대부분이 곡물인)의 사용이 증가한 것도 한가지 원인으로 지적된다. 이러한 복합적인 원인들이 작용하는 가운데 세계 식량 비축량이 감소하게 되자 전 세계적인 식량 가격은 급등하게 된다.

### 근본적 원인
식량가격 급등의 근본적인 원인 역시 논의가 계속되고 있다. 무역 및 농업 생산에 있어서의 구조적 변화, 선진국들이 자국농민의 보호를 위해 행한 막대한 보조금 지급, 값비싼 원료와 연료가 요구되는 식량으로의 농업산업 다양화, 상품시장에서의 투기, 기후변화 등이 중요한 원인으로 지적된다. 2009년 현재 세계경제위기로 인해 식량의 가격은 상당히 떨어진 상태이지만 일부 학자들은 이것이 일시적인 현상에 불과하다고 주장한다.

## 세계 각국에 끼친 영향
식량가격 폭등은 주로 아시아와 아프리카에 큰 영향을 주었다. 특히 부르키나파소, 카메룬, 세네갈, 모리타니, 코트디부아르, 이집트, 모로코 등지에서는 2007년 말에서 2008년 초까지 식량가격 폭등에 대한 시위와 폭동이 일어났다. 그밖에 멕시코, 볼리비아, 예멘, 우즈베키스탄, 방글라데시, 파키스탄, 스리랑카, 남아프리카공화국 등지에서도 식량가격 폭등과 관련된 폭동이 발생했다.

### 방글라데시
수도 다카 주변에서 10,000명의 낮은 임금과 높은 식량가격에 불만을 품은 노동자들이 자동차와 버스에 방화하고 공장시설을 파괴했다. 최소한 20명의 경찰관을 포함하여 수십명의 사람들이 이과정에서 부상했다. 아이러니하게도 이 나라는 2002년 이후 식량 공급이 수요를 상회했지만 석유와 화석연료에 의존하는 농법으로 인해 식량 가격은 대폭 상승했다.
경제학자들은 30만~150만명의 방글라데시인들이 굶주림을 겪고있다고 추정한다.

### 브라질
2008년 4월, 브라질 정부는 일시적으로 쌀의 수출을 금지했다.이는 브라질내 소비자들을 보호하기 위한 조치였다.

### 부르키나파소
2008년 2월 22일, 세계에서 가장 먼저 식량 폭동이 일어났다. 최대 65%의 식량가격 상승에 반발하여 이 나라의 제2, 제3의 도시에서 폭동이 발발하였으며 이는 수도인 와가두구에까지 번졌다. 군대가 동원되어 진압작전을 펼쳤으며 한 마을에선 100명이 넘는 사람들이 체포되기도 했다. 부르키나파소 정부는 식량에 붙는 세금을 낮추고 비축된 식량을 방출하겠다고 약속하였다.

### 카메룬
코코아 생산량이 세계에서 4번째를 달리는 카메룬은 2008년 2월 말 식량 및 연료 가격의 폭등과 폴 비야(Paul Biya) 대통령의 임기연장(25년간 통치를 명문화)에 반발하는 폭동이 일어났다. 최소 7명의 시위대가 사망하는 등 15년 이래 가장 큰 불안정을 겪었다. 사망자의 숫자는 24명까지 늘어났다.
카메룬 정부는 쌀, 밀가루, 어류에 붙는 세금을 경감할 것을 약속했다. 또한 정부는 소매상들과 수입상품에 붙는 관세를 낮추데 합의함으로써 식량 가격을 낮출 수 있었다. 그러나 2008년 4월말 식물가격은 안정되지 않고 몇몇 물품은 오히려 더 상승했다.
2008년 4월 24일 카메룬 정부는 카메룬의 식량생산량을 배가하고 식량자급을 달성하기 위한 긴급 프로그램을 발표했다.

### 코트디부아르
3월 31일, 수도 아비장에서 식량가격 폭등의 항의하는 수십명의 시위대에 경찰이 최류탄을 쏘는 것이 목격되었다. 이 폭동은 식량과 연료가격의 급등으로 인해 일어난 것으로, 당시 단 삼일만에 소고기의 가격은 kg당 $1.68에서 $2.16 로 상승했으며 휘발유의 가격은 리터당 $1.68에서 $2.16로 폭등했다.

### 이집트
4월 8일 공업도시 마할라(Mahalla)에서 식량 가격 폭등에 항의하는 시위대에 경찰이 개입하여 7세 소년이 머리에 총상을 입고 사망하는 사건이 벌어졌다. 식량 가격, 특히 지난 몇달동안 두배가 오른 빵 가격의 상승으로 인해 많은 인구가 고통 받았다.

### 에티오피아
가뭄과 식량가격 폭등으로 수천명의 주민들이 기근의 위험에 직면해 있다.

### 아이티
2008년 4월 12일 아이티 상원은 총리인 알렉시스(Jacques-Édouard Alexis)를 식량가격상승으로 인한 폭동발생을 이유로 실각시켰다. 이 폭동으로 5명이 사망했다. 2007년 말 이후 2달 만에 연료가격이 3배로 뜀에 따라 쌀과 콩, 과일과 연유등의 가격도 50%가량 상승했다. 높은 물가와 쌀에 대한 보조금을 15% 삭감하는 정책이 발표되자 그해 4월에 폭동이 발생했다.

### 인도
2007년 식량부족으로 인해 웨스트벵골 주에서 폭동이 발발했다. 인도는 바스마티종 쌀을 제외한 모든 쌀의 수출을 금했다.

### 인도네시아
2008년 1월 이후 식량 가격과 휘발유 가격이 거의 2배로 상승하자 이에 항의하는 거리시위가 발생했다.

### 라틴 아메리카
2008년 4월, 국제 연합 식량 연합 기구(FAO)에 소속된 라틴 아메리카 국가들은 브라질리아에서 만나 높은 식량 가격과 식량의 부족 그리고 그로 인해 발생하는 폭동에 대처하기 위한 모임을 가졌다.

### 멕시코
멕시코의 펠리페 칼데론 대통령은 경제계의 대표들을 만나 2008년 12월까지 커피, 정어리, 참치, 석유, 스프, 홍차등 150개 품목의 가격을 동결하기로 합의했다. 이 조치는 2004년 12월 이후 4.95%로 최고를 기록하고 있는 인플레이션을 막기 위한 것이었다.

### 모잠비크
2월 중순 모잠비크의 시골마을 초케(Chokwe)에서 폭동이 시작되어 수도인 마푸토까지 번졌다. 이 과정에서 최소한 4명이 사망했다.

### 파키스탄
파키스탄 육군은 농경지와 창고로부터 식량을 강탈당하는 것을 막기위해 곳곳에 배치되었다. 이러한 조치는 식량가격 상승을 막지 못했다. 파키스탄의 신정부는 식량 비축분을 적절히 관리하지 못했다는 이유로 비난 받았다.

### 버마
한때 세계에서 가장 많은 쌀 생산량을 자랑했던 버마는 지금도 자급량을 채우고도 남을만한 쌀을 생산하고 있다. 40년간 쌀의 수출량은 400만 톤에서 지난해 4만톤으로 급감했는데, 이는 버마 군부의 태만으로 관개나 보관에 필요한 인프라가 결여되었기 때문이다. 2008년 5월 3일 사이클론 나르기스는 버마의 쌀 경작지를 강타했고 많은 농경지를 훼손시켰다. FAO는 이 지역이 동남아시아 쌀 생산의 65%를 차지하는 것으로 추정하고 있다.
이로 인해 장기적인 식량 부족과 배급 부족에 대한 우려가 깊어지고 있다. 군사정부는 쌀 가격에 대해 아무런 반응을 보이지 않고 있으며 여전히 같은 비율로 쌀을 수출하고 있다. 한 버마경제전문가는 "사이클론은 적어도 2번의 수확기에 직접적인 타격을 줄 것이고 해당 지역에는 아무런 산출물도 나오지 않을 것이다. 이는 수년간 쌀과 식량부족을 야기할 수 있고, 버마 경제가 입는 타격은 더욱더 심해질 것" 이라고 예측했다.

### 파나마
파나마에서는 높은 쌀가격을 안정시키기 위해 정부가 비싼 시장가격으로 쌀을 사들인 다음 식료 가판대에서 다른 값싼 대체제와 쌀을 교환할 수 있게 하였다.

### 필리핀
필리핀의 아로요정부는 4월 13일, "필리핀에서 식량 가격과 관련된 폭동이 없을 것이고 아이티와 같은 상황은 오지 않을 것"이라고 주장했다. 국회의장 Sergio Apostol은 "아이티는 문제를 해결하기 위해 아무런 조치를 취하지 않는 반면, 우리는 이 문제를 해결하기 위한 다각적인 노력을 하고 있다. 필리핀은 식량 부족을 겪고있지 않으며, 이는 아이티의 상황과는 다른 것" 이라 말했다. "식량 폭동은 먼 곳의 이야기만은 아니다" 라고 말한 법무부 장관 Raul Gonzalez의 발언은 정부로부터 비난을 받았다.
4월 15일 세계최대의 쌀 수입국인 필리핀은 중국과 일본 및 아시아의 주요국가들에게 쌀 수출 금지 정책의 해금을 위한 긴급회의를 소집할 것을 촉구했다. 필리핀의 농림부 장관은 "자유무역이 이루어져야한다"고 진술했다. 2008년 4월 말 필리핀 정부는 세계은행에 쌀 수출국이 쌀 수출을 금지정책을 풀도록 압력을 행사해 줄것을 건의했다.

### 러시아
러시아 정부는 2007년 10월 식량가격상승으로 인한 국민들의 반발을 우려하여 소매상들에게 선거가 있기 전까지 식량 가격을 동결하도록 압력을 가했다. 이 가격 동결은 2008년 5월 1일에 해제되었다.

### 세네갈
2008년 3월 31일, 세네갈에서 식량과 연료 가격 상승에 항의하는 폭동이 발생했다. 24명의 시위대가 체포된 뒤 구금당한 것에 대해 지역의 한 인권단체는 보안군에 대한 고문과 가혹행위가 있었다고 주장했다. 그로 인해 더 큰 규모의 시위가 2008년 4월 26일 다카르에서 발생했다.

### 소말리아
식량가격 폭등과 통화가치의 붕괴로 분노한 수천명의 소말리아인들이 2008년 5월 5일 폭동을 일으켜 최소한 5명이 정부군과 무장한 가계 주인들에게 살해당했다고 여러 목격자와 관계자들이 전하고 있다. 이 시위는 에티오피아군의 소말리아 침공으로 인해 인권유린이 한창인 가운데 일어났다.

### 타지키스탄
세계 각지의 여러 미디어는 타지키스탄 곳곳에서 식량위기의 전조가 보이고 있으며 에너지 부족으로 인해 나라 전체가 심각한 기근상태에 빠져들 수 있다고 경고하고 있다. UN은 타지키스탄 인구의 1/3인 670만명이 2008~2009년 겨울을 나기위한 충분한 식량을 확보하지 못했다고 발표했다.

### 예멘
식량가격 폭등에 항의하는 폭동이 3월 말에서 4월 초까지 예멘 남부에서 발생하였다. 경찰서가 불탔고 무장한 시위대에 의해 바리케이트가 쳐졌으며 예멘군은 진압을 위해 탱크와 군용차량을 배치했다. 수천명의 시위대가 며칠동안 대치를 계속하였고 100명이 넘는 사람들이 체포되었지만 당국은 인명피해가 없었다고 주장했다. 그러나 시위대측은 부상당한 14명중 적어도 한명 이상이 사망했다고 주장했다.

## 같이 보기
- 애그플레이션